# Arbre truffier

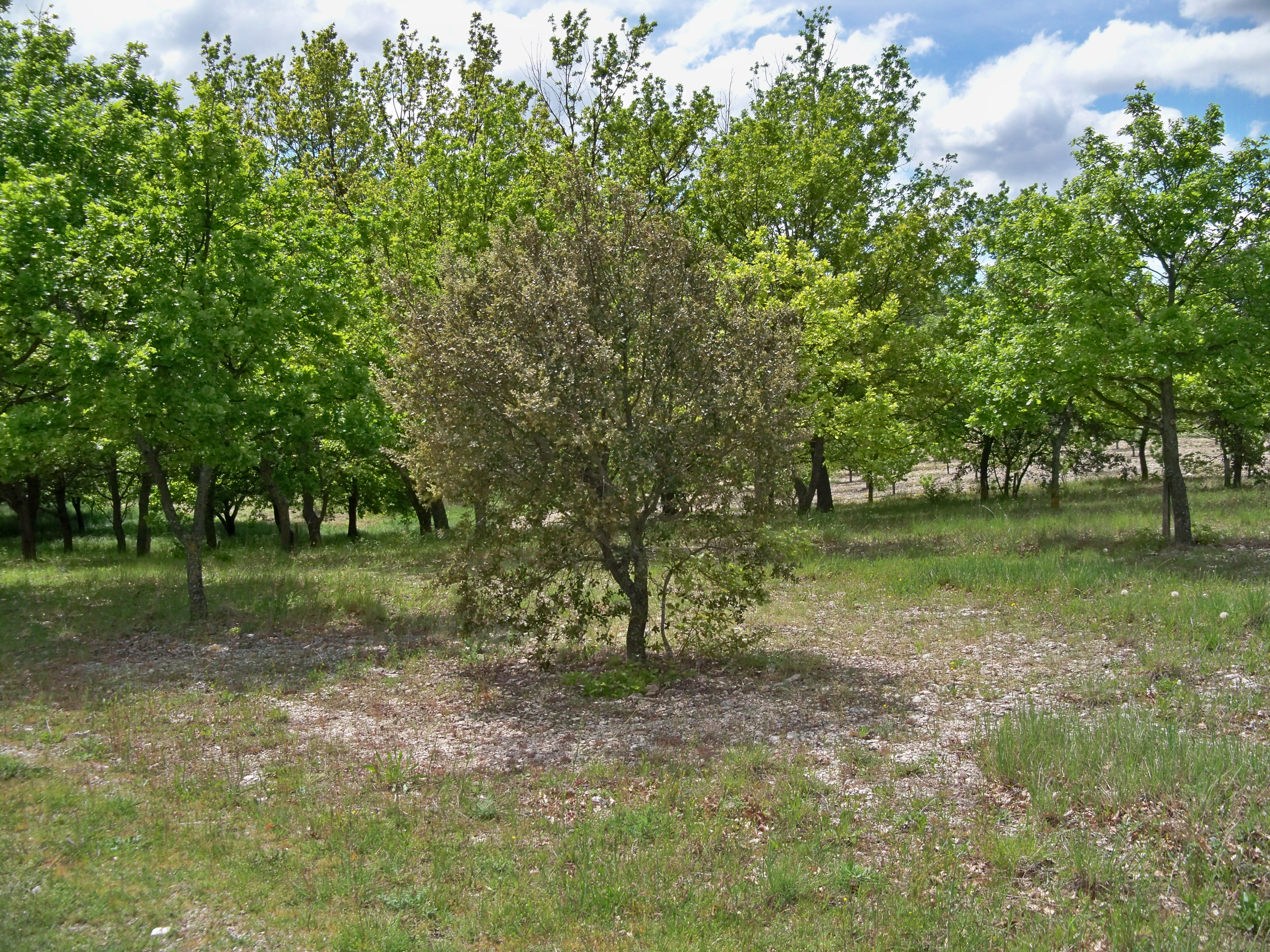
Arbre truffier et son brulé.

L'arbre truffier est le support des mycorhizes de la truffe, c'est-à-dire l'arbre hôte sur lequel le champignon a élu domicile au niveau des racines. La truffe va ainsi coloniser le sol autour de l'arbre sous la forme de filaments fongiques ou d'hyphes. Cette association entre la truffe et l'arbre est donc une symbiose. 
La présence d'un arbre dit truffier permet un développement plus important de la truffe. Ainsi la trufficulture sélectionne des arbres capables de favoriser la croissance de la truffe. Une des caractéristiques principales de l'arbre truffier est l'absence de végétation autour de l'arbre. Une large zone circulaire plus ou moins dénudée de végétation nommée « brulé »,.

## Espèces

### Principales espèces
Tous les arbres ne peuvent pas être truffiers, les facteurs externes (sol, climat, facteur biotique) favorisent ou non l'obtention d'un arbre truffier. Chaque variété de chênes correspond à des lieux avec des conditions différentes. Le chêne pubescent est plus présent sur des emplacements chauds et secs tandis que le chêne chevelu préfère des sols argileux donc avec une meilleure rétention en eau. 
Le chêne pédonculé est également un bon truffier, on le retrouve principalement dans le Sud-Est de la France. Le chêne vert (plus résistant à la sécheresse) aurait tendance à remplacer les autres espèces dans les truffières.

### Autres espèces
Le charme commun est une bonne alternative aux différents chênes. Il possède de bonne faculté d'adaptation et s'intègre facilement dans le dessin paysager d'un jardin. Par ailleurs, il se taille facilement. Si on veut faire de la trufficulture dans des régions avec des hivers plus vigoureux (gelée plus importante), le pin noir d'Autriche (Pinus nigra ssp. austriaca) est une espèce intéressante. Il est notamment présent comme arbre hôte pour la truffe de Bourgogne.
Le noisetier de Byzance est très résistant à la sécheresse. Il est donc très présent dans les lieux les plus secs. Et il est possible, en outre, de récolter des noisettes.
Le cèdre de l'Atlas est présent dans les régions où l'hiver est doux. Il possède également un très bon potentiel de production de truffes. 

## «Brulé»
L'absence de végétation autour de l'arbre truffier est nommée « brulé », et s'explique par le fait que la truffe capte l'azote et le phosphate des plantes colonisées, ainsi elle s'affaiblissent. Les plantes touchées ont une perte de croissance d'environ 30 % et la germination est également fortement réduite. Seul l'arbre truffier n'est pas touché par ce pillage. En effet, il bénéficie d'une symbiose avec la truffe permettant un échange de nutriments entre le champignon et l'arbre. Ce dernier partage des sucres avec la truffe qu'il produit par photosynthèse. Et le champignon donne à l'arbre truffier de l'azote et du phosphate captés dans le sol.
L'apparition du brulé autour de l'arbre truffier est un bon facteur annonçant une production de truffe à venir. En effet le brulé apparait environ 3 ans avant les premières émergences de l'organe végétatif de la truffe.

## Ennemis et parasites
Les balles sont des excroissances causées par les piqûres de divers Cynips, y compris Cynips Tinctoria. Sphériques ou plus ou moins ovoïdes, ils ne semblent pas affecter gravement la santé du chêne et sont même considérés comme des indicateurs favorables de la fertilité de la truffe. 
Une autre affection grave l'oïdium, communément appelée haze en Dordogne, est également causée par un champignon. Les feuilles et les jeunes brindilles semblent complètement blanches. Ce champignon hiverne sous les écailles des bourgeons.